# ウナイ・ゴメス
ウナイ・ゴメス・エチェバリア（Unai Gómez Etxebarria、2003年5月25日 - ）は、スペイン・バスク州ベルメオ出身のサッカー選手。ビルバオ・アスレティック所属。ポジションはMF。

## クラブ経歴
バスク州の北部ベルメオに生まれ、2014年にアスレティック・ビルバオのカンテラへ入団した。2016年から3年間は一度クラブを離れるが、2019年に復帰し、2021年7月にCチームにあたるCDバスコニアへと昇格した。2021-22シーズン終了後にはBチームへの昇格も続いて決定し、自身はレギュラーとして活躍したもののチームはセグンダ・フェデラシオンへと降格してしまった。
2023年8月12日、ラ・リーガのレアル・マドリード戦にて、46分まで先発出場したことでトップチームデビューを果たしたが、試合には0-2で敗れた。トップチームでの2戦目となった8月27日のレアル・ベティス戦では、試合終了間際の84分にチームの4点目を決め、トップチーム初ゴールを記録した。
2023年10月20日、彼はアスレティック・ビルバオとの契約を2028年6月まで延長しました。 12月20日には、アルバロ・バジェスのセーブのこぼれ球をヘディングで押し込み、試合終了間際の94分にUDラス・パルマスを相手に1–0の勝利を決めました。

## 国際キャリア
2024年3月15日、彼はU-21ヨーロッパ選手権予選のスロバキア戦とベルギー戦の2試合のために、U-21代表監督サンティ・デニアに招集されました。